# Nudur rubrimediana
Nudur rubrimediana är en fjärilsart som beskrevs av Gottfried Christian Reich 1934. Nudur rubrimediana ingår i släktet Nudur och familjen björnspinnare. Inga underarter finns listade i Catalogue of Life.